# Phénomènes
Pour les articles homonymes, voir Phénomène (homonymie).
Pour plus de détails, voir Fiche technique et Distribution.
Phénomènes ou L'Événement au Québec (The Happening) est un film catastrophe américano-indien réalisé par M. Night Shyamalan, sorti en 2008.

## Synopsis
Un phénomène mystérieux frappe Central Park et pousse au suicide des centaines de personnes à New York. Il n'en faut pas plus pour que la panique gagne les États-Unis et que les autorités américaines émettent la thèse du bioterrorisme. Alors que des événements similaires se produisent le long de la côte est des États-Unis, Julian (John Leguizamo), professeur de mathématiques, décide de quitter New York avec sa fille, Jess (Ashlyn Sanchez), et convainc son collègue Elliot Moore (Mark Wahlberg) et sa femme Alma (Zooey Deschanel) de les accompagner en train.
Or, pendant le trajet, le groupe apprend que Boston et Philadelphie ont également été touchées. Ayant perdu tout contact radio, le train s'arrête dans une petite ville. Quand il apprend que sa femme a quitté Boston en direction de Princeton, Julian décide de partir à sa recherche, confiant sa fille aux Moore. Après des adieux précipités, Elliot, Alma et Jess embarquent dans la voiture d'un couple de rescapés et font route vers l'ouest du pays, qui semble encore épargné par l'épidémie. En chemin, le mari, botaniste, leur fait part de son hypothèse sur l'origine du phénomène : devant la menace que représente l'humain, la végétation aurait mis au point un mécanisme de défense qui, en cas de danger, libèrerait dans l'air une toxine propagée par le vent, stimulant les neurotransmetteurs et poussant les humains à se suicider.
Son hypothèse semble se confirmer lorsque le groupe rencontre d'autres rescapés, dont le soldat Auster (Jeremy Strong), qui suggère d'éviter les routes et les zones peuplées. Après seulement quelques minutes de marche, le groupe d'Auster est terrassé par la toxine. Alors que la panique s'empare du reste des rescapés, Elliot Moore se rend compte que la libération des toxines est déclenchée par une présence humaine trop importante. Il ordonne aussitôt aux survivants de se séparer en petits groupes, ce qui leur permet ainsi d'échapper à une mort certaine. Sauvés, les Moore et la petite Jess poursuivent leur route, accompagnés de deux adolescents, Josh (Spencer Breslin) et Jared (Robert Bailey Jr.). Cependant, les deux garçons sont tués peu de temps après, non pas par la toxine, mais par les tirs d'un survivant barricadé dans sa demeure.
Désormais plus que trois, les Moore et la fille de Julian (ce dernier s'est entre-temps suicidé après avoir été intoxiqué) se remettent à errer dans la campagne jusqu'à ce qu'ils atteignent la maison de Mme Jones (Betty Buckley). La vieille dame, étrange et paranoïaque, accepte d'abord de les héberger pour la nuit, mais, persuadée de leurs mauvaises intentions, décide de les expulser le lendemain. Toutefois, dans sa fureur, elle sort seule de la maison et est à son tour touchée par la toxine. Ébranlé, Elliot s'aperçoit qu'un seul être humain suffit désormais pour que la toxine soit relâchée. Désespéré, l'homme choisit de mourir en compagnie de sa femme et de Jess. Mais lorsque les trois survivants se risquent à l'extérieur, rien ne se produit : l'événement n'aura finalement duré qu'une journée.
Trois mois plus tard, la vie a repris son cours normal. Les Moore ont adopté Jess, et Alma découvre qu'elle est enceinte d'Elliot. Pendant ce temps, à la télévision, un chercheur explique que la vague de suicides, qui a pris fin aussi brusquement qu'elle a commencé, n'était qu'un signe avant-coureur d'une catastrophe imminente à l'échelle planétaire. Sa théorie est cependant accueillie avec incrédulité par l'intervieweur, qui lui rappelle que seule la zone nord-est des États-Unis a été touchée.

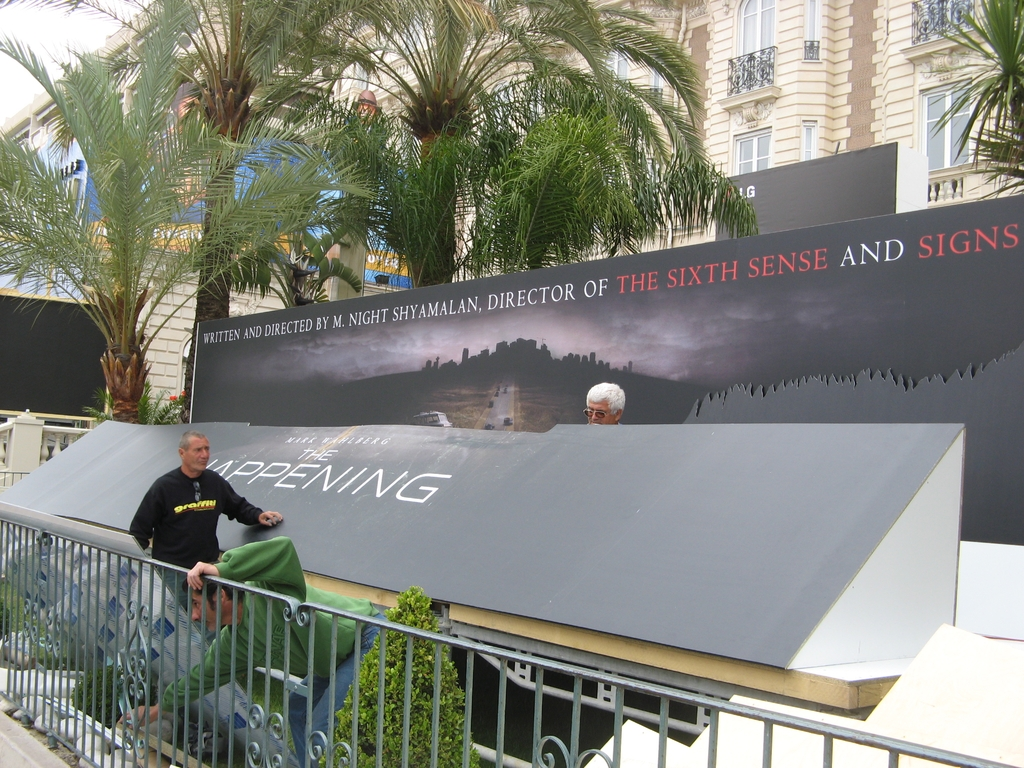
Affiche du film au Festival de Cannes

Finalement, tout se termine sur une note pessimiste, car l'événement se reproduit, cette fois au jardin des Tuileries, à Paris.

## Fiche technique
- Titre original : The Happening
- Titre français : Phénomènes
- Titre québécois : L'Événement
- Réalisation et scénario : M. Night Shyamalan
- Musique : James Newton Howard
- Décors : Jay Hart et Jeannine Oppewall
- Costumes : Betsy Heimann
- Photographie : Tak Fujimoto
- Montage : Conrad Buff IV
- Production : Sam Mercer, Barry Mendel et M. Night Shyamalan
- Sociétés de production : Blinding Edge Pictures, Spyglass Entertainment, Dune Entertainment et UTV Motion Pictures
- Société de distribution : 20th Century Fox
- Budget : 48 000 000 $[1]
- Pays d'origine :  États-Unis et  Inde
- Langue originale : anglais
- Format : couleur - 35 mm - 1,85:1 - DTS
- Genres : film catastrophe, Film de science-fiction
- Durée : 86 minutes
- Dates de sortie[2] :
  - France / Suisse romande / Belgique : 11 juin 2008
  - Royaume-Uni / États-Unis / Canada : 13 juin 2008
- Classification : R (Restricted)[3] ( États-Unis) ; 13 ans + ( Québec) ; 12 ans + ( France)

## Distribution

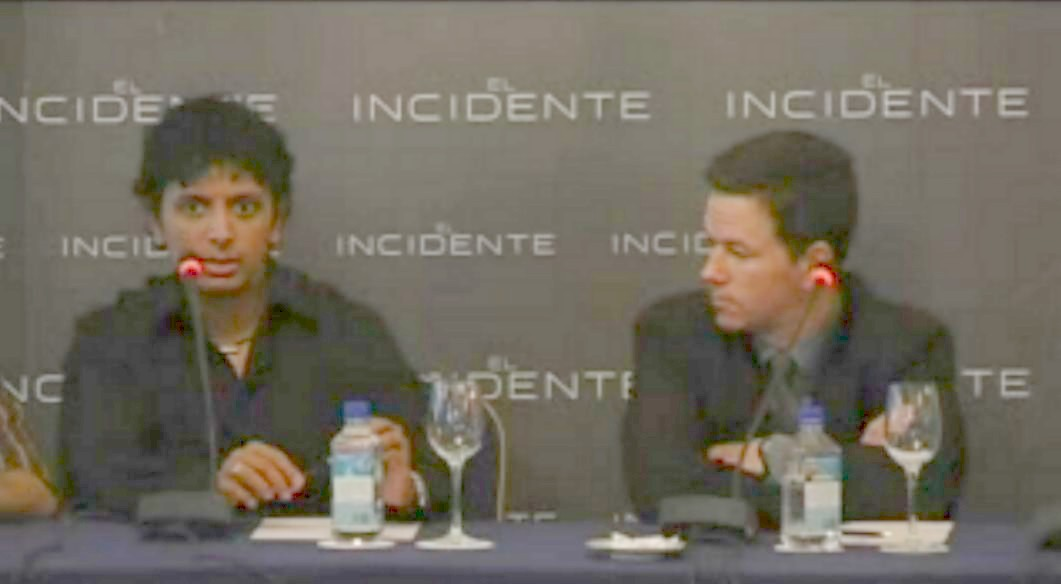
Avant-première de Phénomènes (El Incidente) à Madrid, avec M. Night Shyamalan et Mark Wahlberg.

- Mark Wahlberg (VF : Bruno Choël) : Elliot Moore
- Zooey Deschanel (VF : Magali Barney) : Alma Moore
- John Leguizamo (VF : Laurent Morteau) : Julian
- Jeremy Strong (VF : Thierry Wermuth) : le soldat Auster
- Frank Collison (VF : Pierre Dourlens) : le botaniste
- Ashlyn Sanchez : Jess
- Spencer Breslin (VF : Thomas Sagols) : Josh
- Robert Bailey Jr. (en) : Jared
- Betty Buckley (VF : Julie Carli) : Mme Jones
- Cyrille Thouvenin : l'ami du cycliste français
- Stéphane Debac : le cycliste français
- M. Night Shyamalan : Joey (voix)

## Production

### Genèse et développement
M. Night Shyamalan a eu l'idée du film en voyant les beaux paysages du New Jersey : « Je rentrais à New York, c'était une journée magnifique et les arbres bordaient la route. Je me suis brusquement demandé ce qui se passerait si la nature se retournait contre nous. En un instant, j'avais toute la structure de l'histoire, les personnages s'imposaient d'eux-mêmes. J'en étais ravi parce que les films sont toujours meilleurs et plus accessibles quand c'est la structure qui prédomine. Avant même d'avoir écrit un mot du scénario, je savais que je voulais un style particulier pour ce film. J'avais envie de faire quelque chose d'électrique, d'acéré et de dynamique ». Lorsque la 20th Century Fox est arrivée sur le projet, le studio a voulu que le réalisateur-scénariste aille encore plus loin et d'en faire un film « R-rated » (interdit aux enfants de moins de 17 ans non accompagnés d'un adulte) avec une tension et de la terreur. D'abord surpris, M. Night Shyamalan a été excité par cette suggestion et a pu donner libre cours à son imagination sans se limiter : « C'était finalement la meilleure façon de traiter ce sujet, parce que c'est à la base une histoire qui parle de tabous. Si on avait fait L'Exorciste en visant une interdiction aux moins de 13 ans non accompagnés, cela n'aurait jamais donné le film culte que l'on connaît ». Le producteur Barry Mendel explique quant à lui que « L'idée motrice de ce film a été de pousser plus loin ce que nous appelons "le genre Shyamalan". La Fox nous a dit qu'on devait retrousser nos manches et y aller à fond! » Sam Mercer ajoute : « Phénomènes porte à un niveau supérieur beaucoup des éléments surnaturels et émotionnels propres aux films de Shyamalan. Et ce film pose une question qui fait froid dans le dos : nous, les humains, sommes-nous allés trop loin? »

### Attribution des rôles
À l'instar d'Alfred Hitchcock, M. Night Shyamalan fait de brèves apparitions dans chacun de ses films. Ainsi, dans Phénomènes, il prête sa voix à Joey, un collègue de travail d'Alma (Zooey Deschanel) qui la harcèle au téléphone. Contrairement à ses précédents films, le réalisateur n'apparaît pas visuellement et son rôle se limite à un « Hello ? » entendu dans un bref appel téléphonique ; on parle d'arlésienne. Par conséquent, le caméo n'existe pas dans les versions doublées du film.

### Tournage
Le tournage a eu lieu principalement en Pennsylvanie (Media, Philadelphie, Phoenixville, Wynnewood), mais également à Central Park et sur la 18e rue à New York et à Paris (Jardin des Tuileries et les jardins du palais du Louvre).

### Musique
La musique du film est composée par James Newton Howard, qui avait déjà travaillé avec Shyamalan pour Sixième Sens (1999), Incassable (2000), Signes (2002), Le Village (2004) et La Jeune Fille de l'eau (2006).
Liste des titres
1. Main Titles - (2:18)
2. Evacuating Philadelphia - (2:21)
3. Vice Principal - (1:56)
4. Central Park - (2:58)
5. We Lost Contact - (0:59)
6. You Can't Just Leave Us Here - (1:43)
7. Rittenhouse Square - (1:59)
8. Five Miles Back - (1:13)
9. Princeton - (3:06)
10. Jess Comforts Elliot - (2:31)
11. My Firearm Is My Friend -(2:59)
12. Abandoned House - (1:32)
13. Shotgun - (4:27)
14. You Eyin' My Lemon Drink? - (4:28)
15. Mrs. Jones - (1:44)
16. Voices - (1:36)
17. Be With You - (3:41)
18. End Title Suite - (8:36)

## Box-office
| Pays ou région    | Box-office        | Date d'arrêt du box-office | Nombre de semaines |
| ----------------- | ----------------- | -------------------------- | ------------------ |
| États-Unis Canada | 64 506 874 $      | 18 septembre 2008          | 14                 |
| France            | 1 301 971 entrées | -                          | -                  |
| Total mondial     | 163 403 799 $     | -                          | -                  |

## Autour du film
- Le film commence par une citation apocryphe[9] d'Albert Einstein : « Si les abeilles venaient à disparaître de la surface du globe, l'homme n'aurait plus que quatre ans à vivre ». Albert Einstein n'a en fait jamais prononcé cette phrase.
- Le film se conclut par un clin d'œil du réalisateur : Jess porte un sac Le Dernier Maître de l'air (The Last Airbender), un film de Shyamalan, à l'époque en pré-production, sorti en 2010.